# 博窝乡
博窝乡，是中华人民共和国四川省凉山彝族自治州木里藏族自治县下辖的一个乡镇级行政单位。

## 行政区划
博窝乡下辖以下地区：
坑古村、田埂村和关机村。